# Matelândia
Matelândia is een gemeente in de Braziliaanse deelstaat Paraná. De gemeente telt 16.217 inwoners (schatting 2009).